# ベニンゲン・アム・ネッカー
ベニンゲン・アム・ネッカー (ドイツ語: Benningen am Neckar) は、ドイツ連邦共和国バーデン＝ヴュルテンベルク州ルートヴィヒスブルク郡に属す町村（以下、本項では便宜上「町」と記述する）である。この町はシュトゥットガルトの北約 20 km に位置する。この町にはベニンゲン集落のみが含まれており、その他の地区はない。

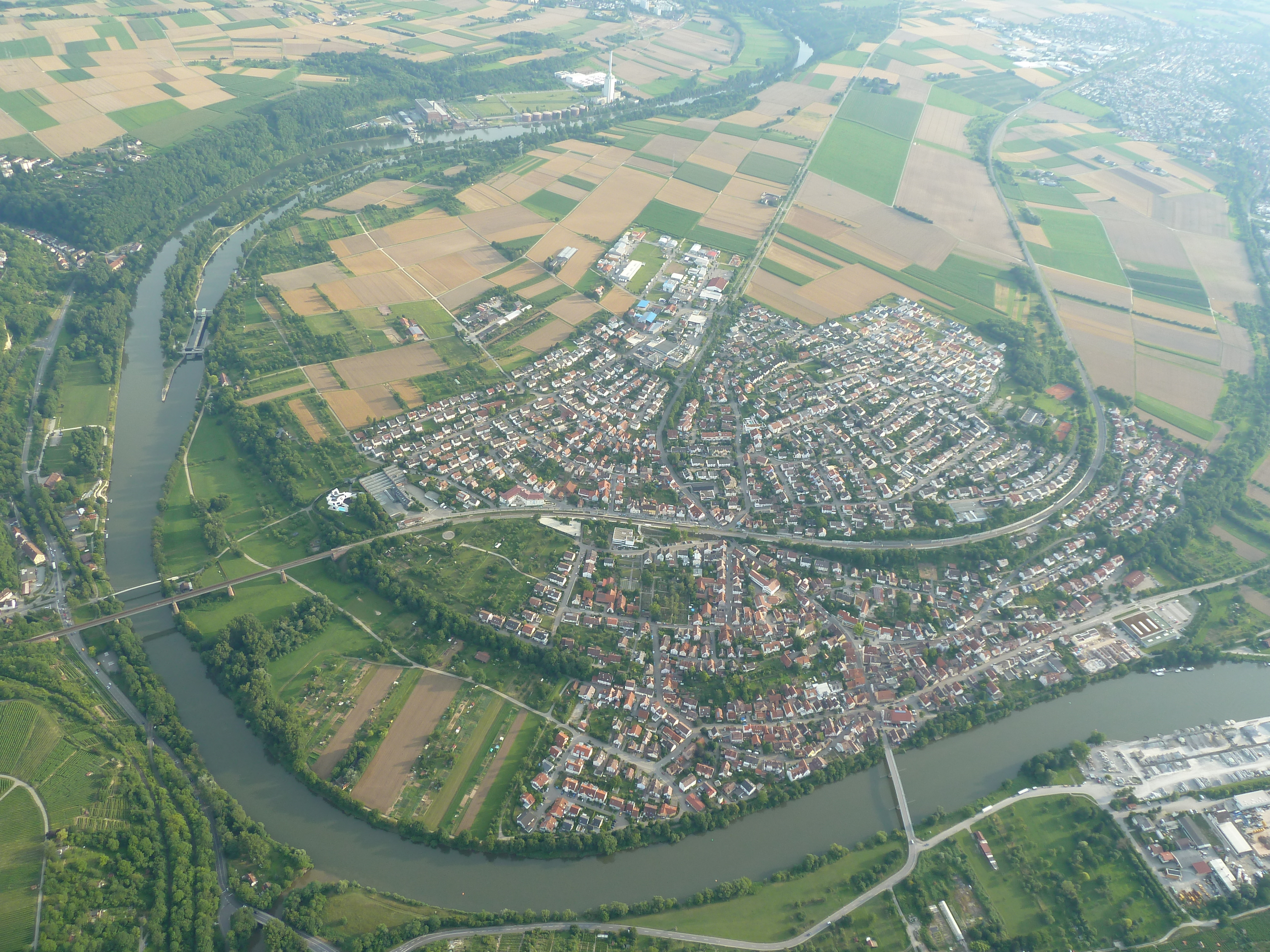
ネッカー川蛇行部に面するベニンゲン・アム・ネッカーの航空写真

## 地理

### 位置
ベニンゲンは、西に向かって開いたネッカー川の蛇行部、ムル川がネッカー川に注ぐ河口部の対岸に位置している。街の中心部は直接ネッカー川に面しているが、新しい住宅地はネッカータールの滑走斜面の上にある。町の北側には、対岸のネッカー川右岸の斜面が狭い帯状にこの町に属している。この部分は急勾配となっており、ブドウ栽培が行われている。ワイン造りはかつてこの町の経済的基盤の1つであった。

### 自治体の構成
ベニンゲン集落の他にこの町に属す地区はない。

### 隣接する市町村
この町は、北西はプライデルスハイム、北東はムル、東から南にかけてはマールバッハ・アム・ネッカー、南西はルートヴィヒスブルク、西はフライベルク・アム・ネッカーと境を接している。いずれもルートヴィヒスブルク郡に属す。

### 土地利用
| 土地用途別面積     | 面積 (km2) | 占有率 |
| ------------------ | ---------- | ------ |
| 住宅地および空き地 | 0.66       | 13.5 % |
| 産業用地           | 0.29       | 5.9 %  |
| レジャー用地       | 0.13       | 2.7 %  |
| 交通用地           | 0.49       | 10.0 % |
| 農業用地           | 2.51       | 51.4 % |
| 森林               | 0.06       | 1.3 %  |
| 水域               | 0.47       | 9.7 %  |
| その他の用地       | 0.26       | 5.3 %  |
| 合計               | 4.87       |        |

州統計局の2018年12月31日現在のデータによる。

### 歴史的な地理
ベニンゲン・アム・ネッカーの町域内には、廃村となったドゥーデリンゲンがある。

## 歴史

### 近代以前
ネッカー川は85年頃からローマ帝国の境界であった。この国境を護るためにローマは、いわゆるネッカー＝オーデンヴァルト＝リーメスを建設した。現在の町の南東端にあった城砦はその一部であった。この駐屯地防衛のためにムル川河口の対岸という立地がおそらく戦略上の役割を果たしたのであろう。150年頃に国境と城砦に駐屯していた部隊は東のムルハルトへ移動したが、民間人はこの地に残ったのである。
260年頃アレマン人がローマ人を駆逐し、この地域に定住した。ベニンゲンという地名はおそらくジッペの指導者で Bunno と呼ばれる人物にちなんだものとされている。この集落は779年にフルダ修道院の所領として初めて文献に記録された。その他の土地所有者としては、ロルシュ修道院やシュパイアー司教があった。1351年と、最終的には1497年にヴュルテンベルク領となり、アムト・マールバッハに属した。1718年から新たに創設されたルートヴィヒスブルクがこの地域の新たな中心に発展し、ベニンゲンは1762年にオーバーアムト・ルートヴィヒスブルクに移管された。

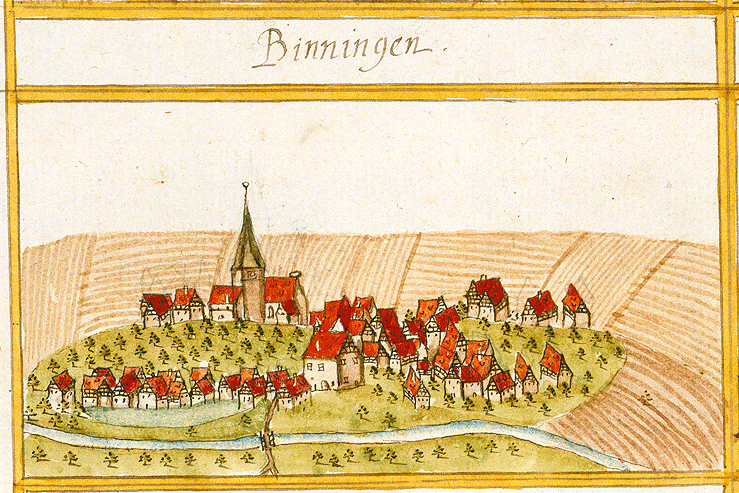
1682年頃にアンドレアス・キーザーによって描かれたベニンゲン・アム・ネッカー

1579年に、隣町のマールバッハのラテン語学校校長であったジーモン・シュトゥディオンがローマ時代の遺構を発見し、初歩的な発掘を行った。ローマ城砦ベニンゲン城のシステマチックな考古学的発掘と、それに基づく軍事的重要性に関する考察はエドゥアルト・フォン・カレー将軍によって19世紀に開始された。現在新しい町役場周辺に出土品が展示されており、町役場自体の中にはローマ博物館が設けられている。
1618年に、ベニンゲン付近のネッカー川に橋が架けられた。これは1785年から1787年に新しい屋根付きの橋に架け替えられた。この橋も1945年に爆破によって甚大な損傷を負い、1950年代に現在の橋に架け替えられた。
三十年戦争の時代、ベニンゲンでペストが猛威を振るった。1693年、マールバッハを焼き討ちしたフランス軍の襲撃によりベニンゲンも大きな被害を受けた。ルートヴィヒスブルクの城と街の建設は、賦役や宿営といった負担が追加されたことを意味している。この集落がすべての負荷から解放される過程は緩慢で、このため18世紀から19世紀に多くのベニンゲン住民がアメリカに移住した。

### 19世紀以後
この町は、1879年にムルタール鉄道によって鉄道網に接続し、1881年にルートヴィヒスブルクへの支線も開業した。鉄道に接続したことでこの集落は労働者の町となり、経済的発展がなされた。
1964年8月10日に町名に「アム・ネッカー」が付与された。1970年代の市町村再編の際、ベニンゲンは独立を保ったが、マールバッハ・アム・ネッカー自治体行政連合に属した。交通の便が良い立地であることからベニンゲンは人気の住宅地に発展した。1970年から1994年までの間に人口は約 34 % 増加した。
2006年12月18日、公民館として利用されていた「アルテ・ケルター」（旧ブドウ搾り所）の小屋組みが火災に遭った。この歴史的建造物は70万ユーロの損害を負った。

## 住民

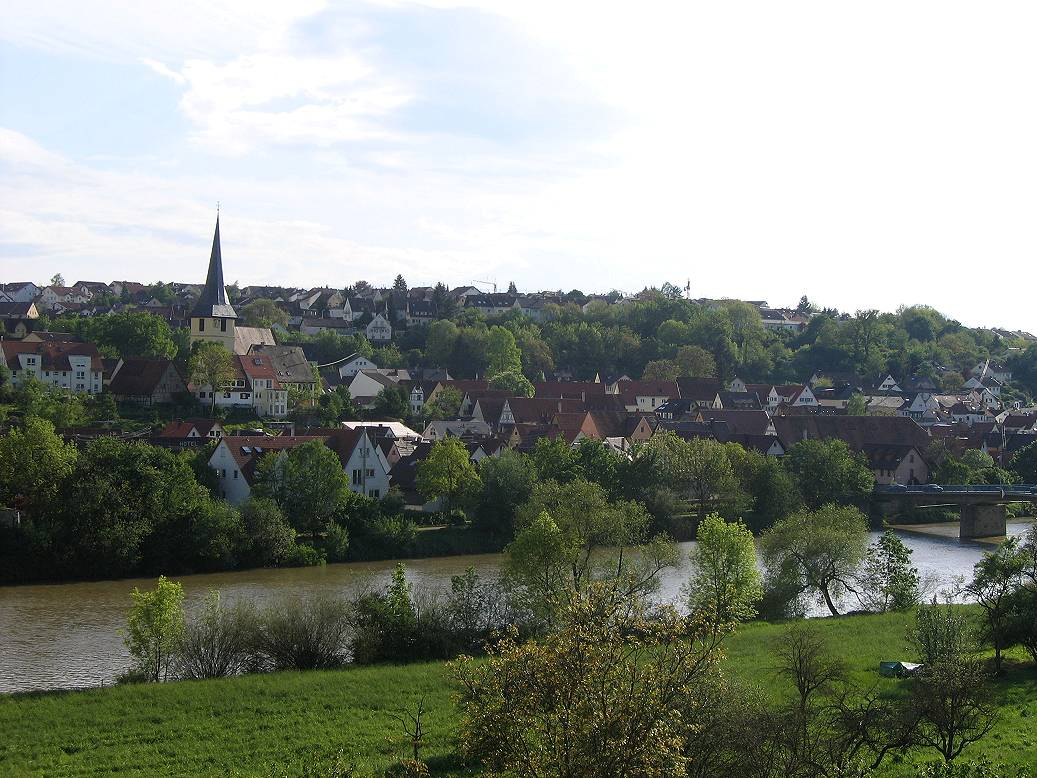
ネッカー川越しにベニンゲン・アム・ネッカーを望む

### 人口推移
各時点の町域における人口推定値、人口調査結果 (*)、あるいはバーデン=ヴュルテンベルク州統計局の公的研究値を示す。数値はこの町を主たる居住地とする人口である。
| 時期            | 人口（人） |
| --------------- | ---------- |
| 1680年          | 60         |
| 1859年          | 1,000      |
| 1871年12月1日 * | 884        |
| 1880年12月1日 * | 1,005      |
| 1890年12月1日 * | 996        |
| 1900年12月1日 * | 1,091      |
| 1910年12月1日 * | 1,379      |
| 1925年6月16日 * | 1,513      |
| 1933年6月16日 * | 1,640      |
| 1939年5月17日 * | 1,748      |
| 1950年9月13日 * | 2,373      |

| 時期            | 人口（人） |
| --------------- | ---------- |
| 1961年6月6日 *  | 2,821      |
| 1970年5月27日 * | 3,875      |
| 1980年12月31日  | 4,518      |
| 1987年5月25日 * | 4,704      |
| 1990年12月31日  | 5,188      |
| 1995年12月31日  | 5,278      |
| 2000年12月31日  | 5,412      |
| 2005年12月31日  | 5,428      |
| 2010年12月31日  | 5,793      |
| 2015年12月31日  | 6,212      |

### 宗教
宗教改革後ベニンゲンは福音主義の町である。現在もベニンゲン住民の多数が福音主義地方教会に属している。この他に福音主義＝メソジスト教会やエホバの証人もこの町で活動している。カトリック信者および新使徒教会信者は、マールバッハ・アム・ネッカーの教会に属している。

## 行政

### 議会
ベニンゲンの町議会は14議席からなる。議会には選挙で選出されたこの名誉職の議員と議長を務める町長が参加する。町長は町議会において投票権を有している。

### 首長
2019年現在の町長はクラウス・ヴァールトンである。

### 紋章と旗
ベニンゲンの紋章は、金地に、斜め十字に組み合わされた2本の黒い修道院長杖。この紋章は1931年に認可されたが、1677年の境界石にすでに刻まれている。これはおそらく、ベニンゲンに対する教会守護権を有していたバックナング修道院の徴であった。
1980年5月20日にベニンゲン・アム・ネッカーは、ルートヴィヒスブルク郡の郡庁から、黒 - 黄の旗を認可された。

## 経済と社会資本
ベニンゲンは、ヴュルテンベルク・ワイン地区のヴュルテンベルク・ウンターラント地域シャルクシュタイン大地区に属すワインの産地である。

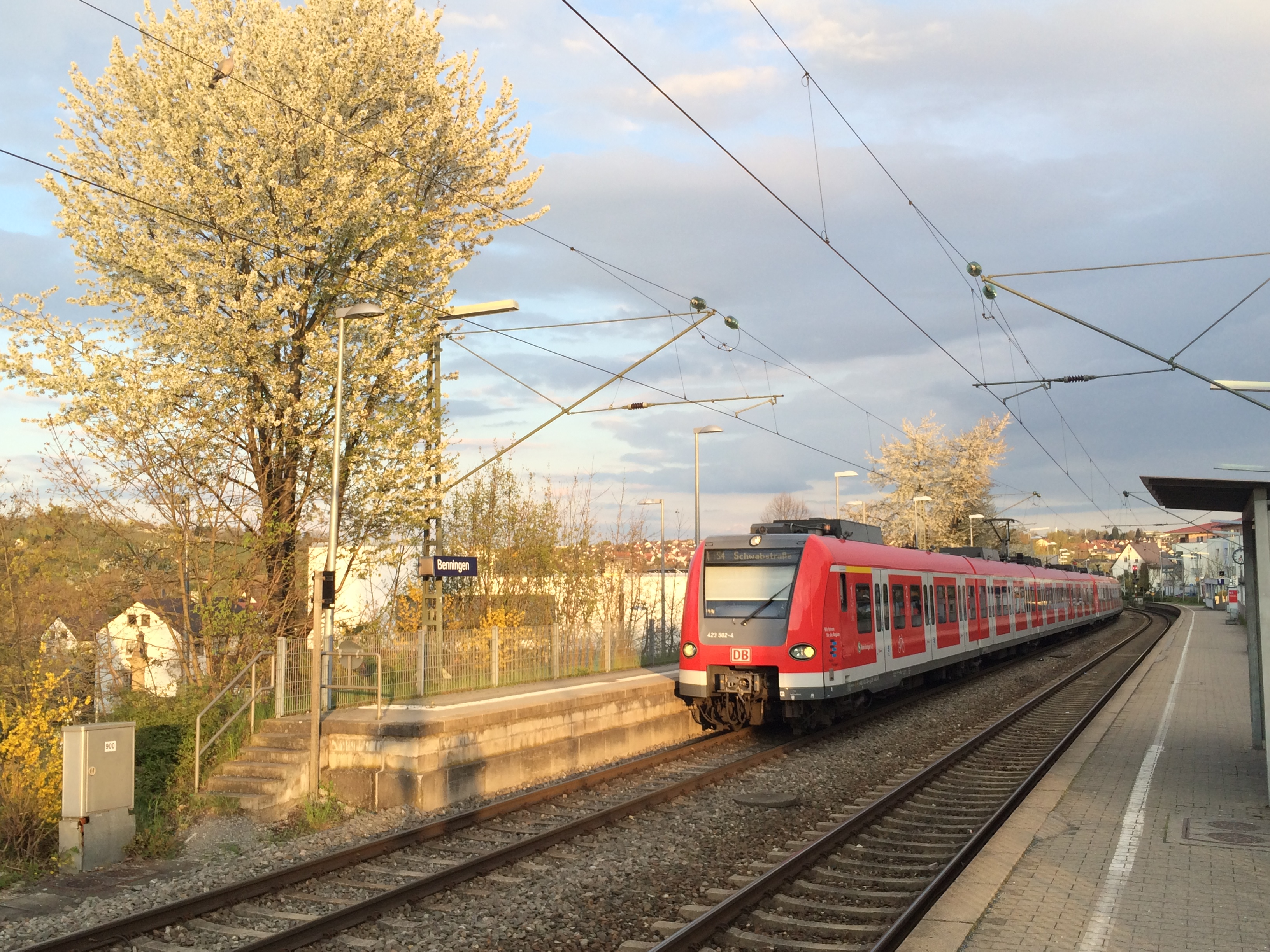
ベニンゲン・アム・ネッカー駅のS-バーンの列車

### 交通
ベニンゲン駅は、鉄道バックナング - ルートヴィヒスブルク線の駅であり、1980年からシュトゥットガルトSバーンの S4号線（バックナング - マールバッハ - シュトゥットガルト・シュヴァプシュトラーセ）が運行している。S4号線の列車は、30分間隔で両方面に運行されているが、ラッシュ時には15分間隔で運行している。この他に、町内にはマールバッハ発電所への引き込み線があるが、ネッカー川の対岸を貨物列車が運行するだけである。
アウトバーン A81号線（ハイルブロン - シュトゥットガルト - ジンゲン）のプライデルスハイム・インターチェンジは 3 km ほど離れているだけである。
ベニンゲンへは船で行くこともできる。ネッカー旅客船がベニンゲン乗降所を有している。
シュトゥットガルト国際空港は、約 50 km 離れたラインフェルデン＝エヒターディンゲンにある。

### 教育機関
ベニンゲンには基礎課程学校が存在する。上級の学校へ進学するには近隣市町村の学校へ行くことができる。この他に、町立および教会が運営する幼稚園が合わせて6園ある。

### ライフライン
この町の電力およびガス網は、Süwag エネルギー AG の子会社 Syna GmbH によって運営されている。ベニンゲンの上水道はボーデン湖水供給会社から水を引いている。ビーゲレッカー高架水槽が、町への水供給を担っている。水は、ここからハイドン通りの別の高架水槽を経由して、3つの加圧ゾーンに分配される。ヘルデンミューレ汚水処理目的連合が、ベニンゲンおよびマールバッハ、シュタインハイム、ムル、グロースボットヴァール、エルトマンハウゼンの汚水処理を管轄している。塵芥処理は、ルートヴィヒスブルク郡の 100 % 子会社のルートヴィヒスブルク郡塵芥処理会社 (AVL) が行っている。AVLは、ルートヴィヒスブルク郡の委託を受けてゴミの削減、再利用、廃棄といった処理を行っている。

## 文化と見所

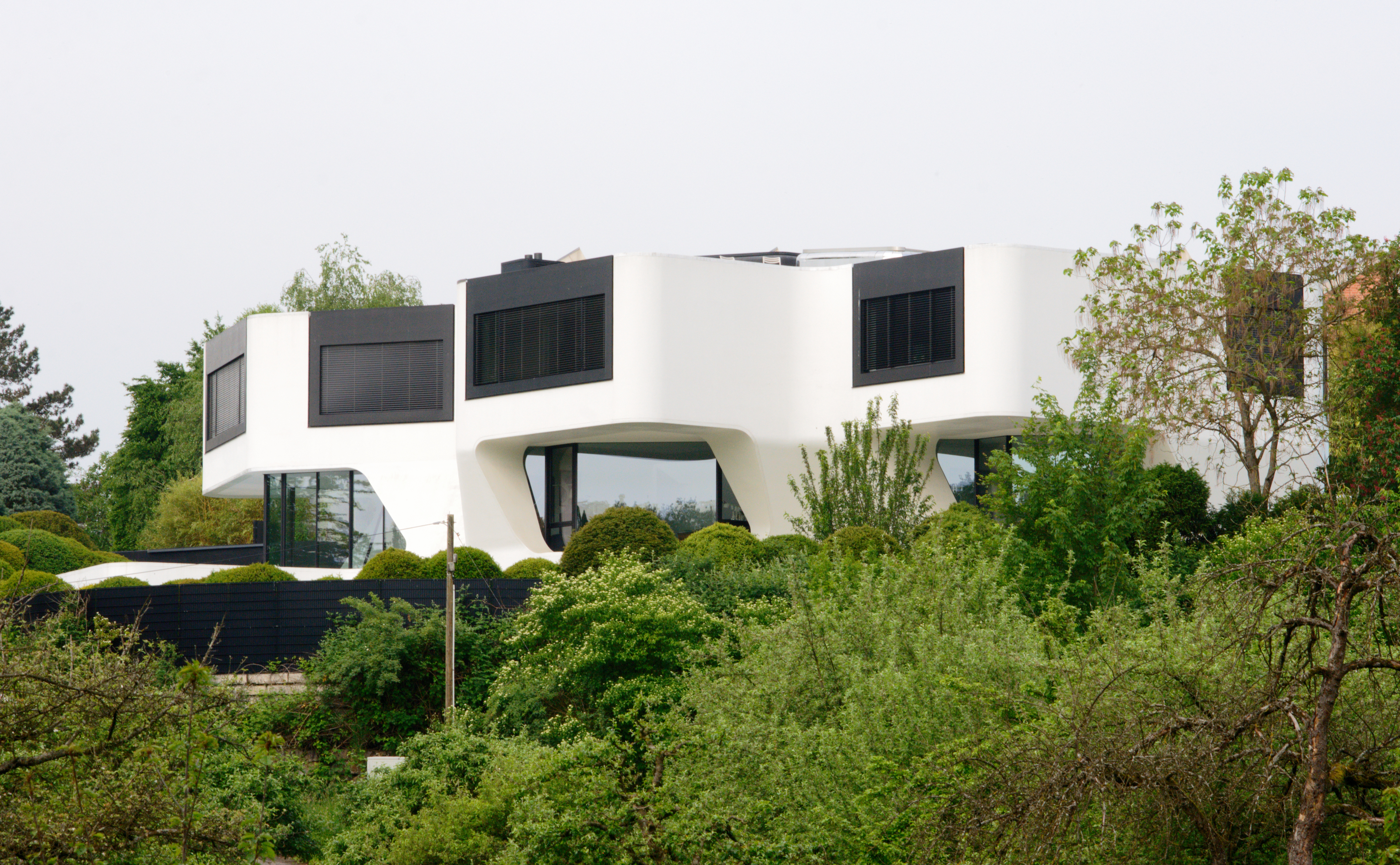
デュプリ・カーサ

ベニンゲンは、ヴュルテンベルク・ワイン街道および2本の州広域自転車道ネッカータール自転車道とシュトロムベルク＝ムルタール＝ヴァークに面している。牧師館は古文書研究家アウグスト・フリードリヒ・パウリーの生家である。この建物に記念プレートが設置されている。
ベニンゲンには、バウハウス様式の邸宅として広く知られる「デュプリ・カーサ」がある。

### スポーツ
TSV ベニンゲンのサッカーチームは、1960年代に、当時ドイツ最高のアマチュアリーグであった北部ヴュルテンベルク・アマチュアリーグ1部に数シーズン参加した。当時のベニンゲンのチームには、後に VfBシュトゥットガルトに移籍するルディー・エンテンマンとヴィリー・エンテンマンが在籍していた。TSV 1899 ベニンゲンのレスリング部門は、ブンデスリーガ2部で何度も成功を収めた後、フェアバンツリーガに転落した。

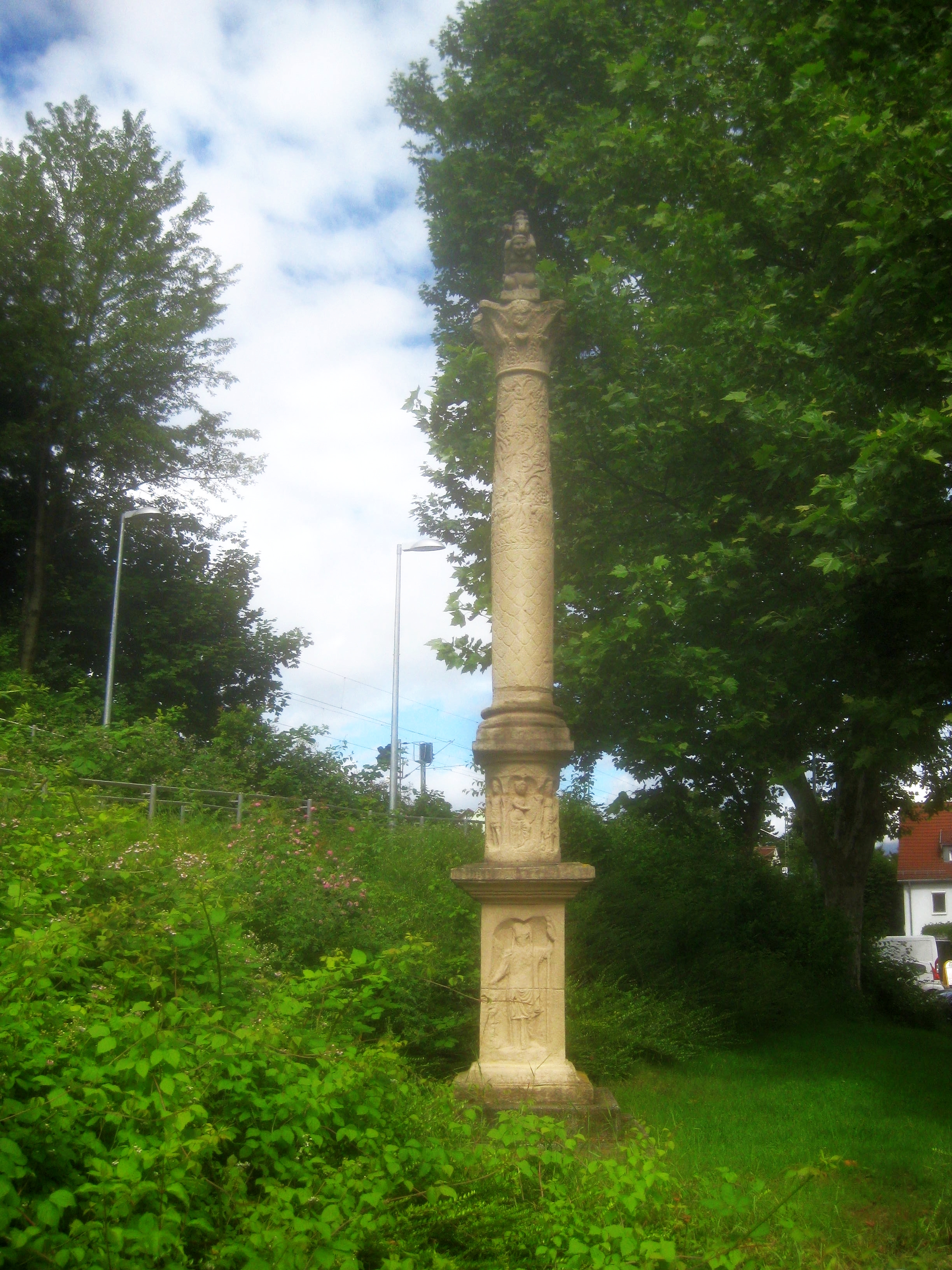
町役場の近くに建てられたヴァルハイムのジュピター柱の複製

### 博物館
Sバーンの駅の近くにある新町役場内にローマ博物館が入居している。その近くには、ヴァルハイムのジュピター柱のコピーやローマ街道の一部を含む屋外施設がある。旅館「ツーム・アドラー」には郷土博物館が入居している。

## 人物

### 出身者
- アウグスト・フリードリヒ・パウリー（ドイツ語版、英語版）（1796年 - 1845年）古典文献学者
- ヴィリー・エンテンマン（ドイツ語版、英語版）（1943年 - 2012年）サッカー選手

## 参考図書
- Ulrich Hartmann, ed (1994). Der Kreis Ludwigsburg (2 ed.). Stuttgart: Konrad Theiss Verlag. ISBN 978-3-8062-1055-2
- Ina M. Rietzke; Gerhard Wacker (1990). Benningen am Neckar in alten Bildern. Horb am Neckar: Geiger. ISBN 978-3-89264-478-1

これらの文献は、翻訳元であるドイツ語版の参考文献として挙げられていたものであり、日本語版作成に際し直接参照してはおりません。

## 訳注
1. ↑  蛇行部内側の斜面で、一般に外側（攻撃斜面）に比べて勾配は緩やかになる。